# Marstal Sogn

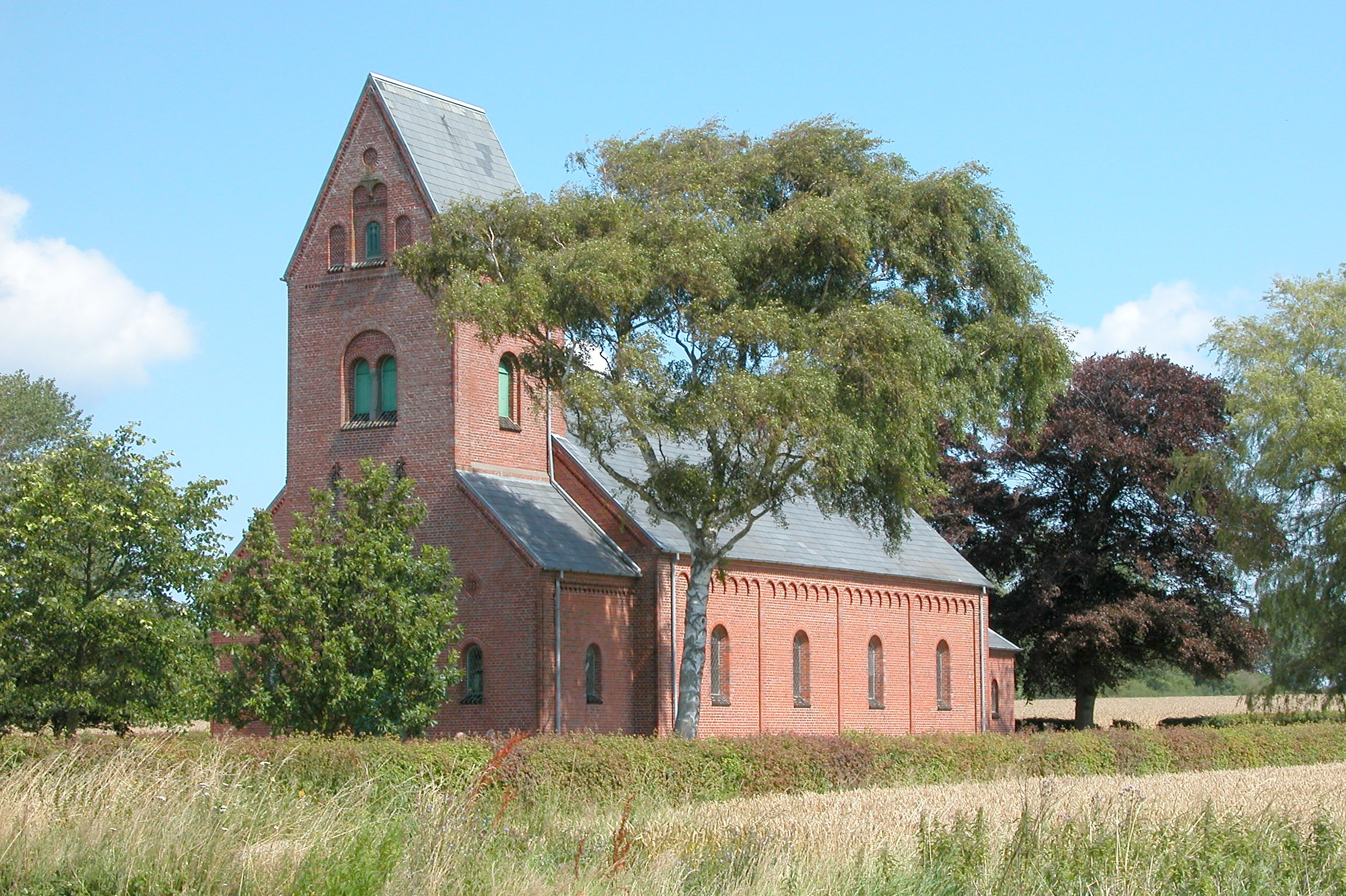
Ommel Kirke

Marstal Sogn ist eine dänische Kirchspielgemeinde (dän.: Sogn) auf der Insel Ærø. Bis 1970 gehörte sie zur Harde Ærø Herred im damaligen Svendborg Amt, danach bildete sie die Marstal Kommune im damaligen Fyns Amt. Im Vorfeld der Kommunalreform zum 1. Januar 2007 wurde das Kirchspiel und damit die Kommune mit den fünf Sogne der Ærøskøbing Kommune bereits 2006 zur Ærø Kommune zusammengelegt, die seit 2007 zur Region Syddanmark gehört. Im Gemeindegebiet liegen die Kirchen „Marstal Kirke“ und „Ommel Kirke“
Nachbargemeinde ist im Westen das Kirchspiel Rise.
Die Gemeinde hatte am 1. Januar 2023 2765 Einwohner, davon lebten 2119 in Marstal und  268 in Ommel.